# Rareș Ilie
Rareș Ilie (n. 19 aprilie 2003, București, România) este un fotbalist român, care joacă pe post de mijlocaș ofensiv la Lausanne în Superliga Axpo, împrumutat de la OGC Nice. Pe plan internațional, are prezențe la națională pentru România Sub-21 și România Sub-19.

## Biografie
Este foarte atașat de clubul la care a inceput fotbalul, Rapid București , Rareș Ilie îl idolatrizează în special pe unul dintre jucătorii emblematici ai clubului, Daniel Pancu . 

## Caracteristici technice
Rares Ilie este de obicei folosit ca extrema stâng dar poate juca si ca mijlocas ofensiv și a fost lăudat pentru ritmul și abilitățile sale tehnice.

## Cariera

### Rapid București
A debutat pe 5 septembrie 2020 pentru Rapid București în meciul din Liga II împotriva Pandurilor, la momentul respectiv fiind în vârstă de 17 ani. În acel sezon, acesta a jucat 23 de meciuri și a reușit să înscrie de 3 ori . La 19 noiembrie a aceluiași an, el a marcat singurul gol al unei victorii în fața Universității Cluj . El a contribuit cu trei goluri din 22 de apariții în timpul primului său sezon la club, deoarece „alb-burgunzii” au obținut promovarea terminând pe locul al doilea în ligă. De asemenea a debutat la naționala U19 unde a jucat 4 meciuri și a marcat o singură dată. 
A debutat în Liga I pentru Rapid București în meciul împotriva Chindiei Târgoviște la 18 iulie 2021. Primul său gol în competiție a venit împotriva aceluiași adversar, el a marcat într-o remiză 2–2 în deplasare pe 19 noiembrie.  S-a impus ca un jucător cheie pentru Rapid la doar 18 ani, unde a făcut o impresie puternică în special prin calitatea sa la pasă. Apoi este considerat unul dintre cei mai promițători jucători români  . 
Ilie a strâns 38 de meciuri și șase goluri în toate competițiile în campania 2021–2022. În sezonul 2021–2022, acesta s-a remarcat prin atitudinea sa si a reusit să iși impuna poziția de titular.

### Nice
Pe 14 iulie 2022, acționarul clubului Rapid București, Victor Angelescu, a anunțat că a fost convenită o înțelegere pentru mutarea lui Ilie la clubul din Ligue 1 Nice. Partea franceză a oficializat mutarea trei zile mai târziu,  iar presa a raportat în general că taxa de transfer era de 5 milioane de euro. Rareș Ilie a debutat pe 7 august 2022, fiind adus ca înlocuitor în minutul 64 al lui Alexis Beka Beka într-o remiză 1–1 în campionat la Toulouse și o săptămână mai târziu a jucat ca titular într-un egal 1–1 pe Allianz Riviera cu Strasbourg , unde a fost remarcat de presa franceza , fiind notat cu nota 7,1 de catre presa pentru prestatia sa . Pe 18 august, și-a înregistrat debutul european într-o înfrângere cu 0-1 în deplasare cu Maccabi Tel Aviv în runda de play-off a UEFA Europa Conference League.

## Statistici

### Club
De la meciul jucat pe 9 mai 2022
| Club            | Sezon         | Campionat     | Campionat | Campionat | Cupa Nationala | Cupa Nationala | Continental | Continental | Alte      | Alte   | Total     | Total  |
| Club            | Sezon         | Divizia       | Aplicații | Goluri    | Aplicații      | Goluri         | Aplicații   | Goluri      | Aplicații | Goluri | Aplicații | Goluri |
| --------------- | ------------- | ------------- | --------- | --------- | -------------- | -------------- | ----------- | ----------- | --------- | ------ | --------- | ------ |
| Rapid București | 2020–21       | Liga II       | 23        | 3         | 0              | 0              | 0           | 0           | 0         | 0      | 23        | 3      |
| Rapid București | 2021–22       | Liga I        | 36        | 6         | 2              | 0              | 0           | 0           | 0         | 0      | 37        | 6      |
| Rapid București | Total         | Total         | 58        | 9         | 2              | 0              | 0           | 0           | 0         | 0      | 59        | 9      |
| OGC Nice        | 2022-23       | Ligue 1       | 1         | 0         | 0              | 0              | 0           | 0           | 0         | 0      | 1         | 0      |
| OGC Nice        | Total         | Total         | 1         | 0         | 0              | 0              | 0           | 0           | 0         | 0      | 1         | 0      |
| Total cariera   | Total cariera | Total cariera | 59        | 9         | 2              | 0              | 0           | 0           | 0         | 0      | 60        | 9      |